# Ronaldo Nájera
Luis Ronaldo Nájera Reyna (Ciudad Mante, 24 febbraio 2003) è un calciatore messicano, centrocampista dell'Atlético San Luis.

## Carriera

### Club
È cresciuto nel settore giovanile del Tigres UANL. Il 24 maggio 2024 è stato acquistato a titolo definitivo dall'Atlético San Luis, con cui ha debuttato il 7 luglio seguente nell'incontro di Liga MX vinto 2-1 contro l'América. Ha segnato il suo primo gol il 25 agosto nella trasferta persa 2-1 contro il Toluca.

### Nazionale
Ha giocato con la nazionale messicana Under-20.

## Statistiche

### Presenze e reti nei club
Statistiche aggiornate al 4 marzo 2025.
| Stagione        | Squadra           | Campionato      | Campionato | Campionato | Coppe nazionali | Coppe nazionali | Coppe nazionali | Coppe continentali | Coppe continentali | Coppe continentali | Altre coppe | Altre coppe | Altre coppe | Totale | Totale | Totale |
| Stagione        | Squadra           | Comp            | Pres       | Reti       | Comp            | Pres            | Reti            | Comp               | Pres               | Reti               | Comp        | Pres        | Reti        | Pres   | Reti   |        |
| --------------- | ----------------- | --------------- | ---------- | ---------- | --------------- | --------------- | --------------- | ------------------ | ------------------ | ------------------ | ----------- | ----------- | ----------- | ------ | ------ | ------ |
| gen.-giu. 2025  | Atlético San Luis | LMX             | 26         | 3          | -               | -               | -               | -                  | -                  | -                  | LC          | 1           | 0           | 26     | 3      |        |
| Totale carriera | Totale carriera   | Totale carriera | 26         | 3          |                 | -               | -               |                    | -                  | -                  |             | 1           | 0           | 27     | 3      |        |